# Сан-Состене
Сан-Состене (італ. San Sostene, сиц. Sanzòsti) — муніципалітет в Італії, у регіоні Калабрія,  провінція Катандзаро.
Сан-Состене розташований на відстані близько 500 км на південний схід від Рима, 32 км на південь від Катандзаро.
Населення — 1363 особи (2014).
Щорічний фестиваль відбувається 10 вересня. Покровитель — San Sostene di Calcedonia.

## Демографія
Населення за роками:

Станом на 1 січня 2023 року в муніципалітеті офіційно проживало 65 іноземців з 19 країн, серед них 18 громадян країн Євросоюзу та 2 громадяни України.

## Сусідні муніципалітети
- Бадолато
- Броньятуро
- Кардінале
- Даволі
- Іска-сулло-Йоніо
- Сант'Андреа-Апостоло-делло-Йоніо
- Сатріано